# Rentinus inductus
Rentinus inductus är en insektsart som först beskrevs av Walker 1858.  Rentinus inductus ingår i släktet Rentinus och familjen lyktstritar. Inga underarter finns listade i Catalogue of Life.